# Pablo Ibáñez (calciatore 1998)
Pablo Ibáñez Lumbreras (Pamplona, 20 settembre 1998) è un calciatore spagnolo, centrocampista o difensore dell'Alavés.

## Carriera
Cresciuto nell'Osasuna, dopo aver giocato per San Juan e Mutilvera, con cui conquista la promozione in Segunda División B, il 1º febbraio 2021 viene acquistato dall'Osasuna B, facendo così ritorno nel club della sua città natale. Il 9 marzo 2022 prolunga fino al 2024, venendo poi inserito nella rosa della prima squadra nell'estate successiva. Il 12 agosto esordisce in Primera División, nella partita vinta per 2-1 contro il Siviglia, sostituendo all'81º minuto Aimar Oroz.

## Statistiche

### Presenze e reti nei club
Statistiche aggiornate al 14 settembre 2024.
| Stagione         | Squadra          | Campionato      | Campionato | Campionato | Coppe nazionali | Coppe nazionali | Coppe nazionali | Coppe continentali | Coppe continentali | Coppe continentali | Altre coppe | Altre coppe | Altre coppe | Totale | Totale |
| Stagione         | Squadra          | Comp            | Pres       | Reti       | Comp            | Pres            | Reti            | Comp               | Pres               | Reti               | Comp        | Pres        | Reti        | Pres   | Reti   |
| ---------------- | ---------------- | --------------- | ---------- | ---------- | --------------- | --------------- | --------------- | ------------------ | ------------------ | ------------------ | ----------- | ----------- | ----------- | ------ | ------ |
| 2017-2018        | San Juan         | TD              | 36         | 2          | -               | -               | -               | -                  | -                  | -                  | -           | -           | -           | 36     | 2      |
| 2018-2019        | San Juan         | TD              | 28         | 3          | -               | -               | -               | -                  | -                  | -                  | -           | -           | -           | 28     | 3      |
| Totale San Juan  | Totale San Juan  | TD              | 64         | 5          |                 | -               | -               |                    | -                  | -                  |             | -           | -           | 64     | 5      |
| 2019-2020        | Mutilvera        | TD              | 14+2       | 1          | -               | -               | -               | -                  | -                  | -                  | -           | -           | -           | 16     | 1      |
| 2020-feb. 2021   | Mutilvera        | SDB             | 11         | 0          | CR              | 2               | 0               | -                  | -                  | -                  | -           | -           | -           | 13     | 0      |
| Totale Mutilvera | Totale Mutilvera |                 | 27         | 1          |                 | 2               | 0               |                    | -                  | -                  |             | -           | -           | 29     | 1      |
| feb.-giu. 2021   | Osasuna B        | SDB             | 15         | 1          | -               | -               | -               | -                  | -                  | -                  | -           | -           | -           | 15     | 1      |
| 2021-2022        | Osasuna B        | SF              | 34         | 9          | -               | -               | -               | -                  | -                  | -                  | -           | -           | -           | 34     | 9      |
| Totale Osasuna B | Totale Osasuna B |                 | 49         | 10         |                 | -               | -               |                    | -                  | -                  |             | -           | -           | 49     | 10     |
| 2022-2023        | Osasuna          | PD              | 25         | 0          | CR              | 6               | 1               | -                  | -                  | -                  | -           | -           | -           | 31     | 1      |
| 2023-2024        | Osasuna          | PD              | 33         | 1          | CR              | 2               | 0               | UECL               | 1                  | 0                  | SS          | 0           | 0           | 36     | 1      |
| 2024-2025        | Osasuna          | PD              | 3          | 0          | CR              | 0               | 0               |                    | -                  | -                  |             | -           | -           | 3      | 0      |
| Totale Osasuna   | Totale Osasuna   | PD              | 61         | 1          | CR              | 8               | 1               | UECL               | 1                  | 0                  |             | 0           | 0           | 70     | 2      |
| Totale carriera  | Totale carriera  | Totale carriera | 201        | 17         | CR              | 10              | 1               | UECL               | 1                  | 0                  |             | -           | -           | 212    | 18     |